# Fort Morgan
Fort Morgan è un centro abitato degli Stati Uniti, capoluogo della contea di Morgan, nello stato del Colorado. In base al censimento del 2000 la popolazione era di 11.034 abitanti.

## Geografia fisica
Secondo i rilevamenti dell'United States Census Bureau, Fort Morgan si estende su una superficie di 11,7 km².